# Ozon (Ardèche)
Pour les articles homonymes, voir Ozon.
Ozon est une commune française située dans le département de l'Ardèche en région Auvergne-Rhône-Alpes.

## Géographie

### Situation et description
Ozon est une commune à vocation essentiellement rurale, située au bord du Rhône et rattachée à la communauté de communes Porte de DrômArdèche, collectivité située dans la partie septentrionale du département de l'Ardèche.

### Climat
Pour des articles plus généraux, voir Climat d'Auvergne-Rhône-Alpes et Climat de l'Ardèche.
En 2010, le climat de la commune est de type climat méditerranéen altéré, selon une étude du CNRS s'appuyant sur une série de données couvrant la période 1971-2000. En 2020, Météo-France publie une typologie des climats de la France métropolitaine dans laquelle la commune est dans une zone de transition entre le climat de montagne et le climat méditerranéen et est dans la région climatique Moyenne vallée du Rhône, caractérisée par un bon ensoleillement en été (fraction d’insolation > 60 %), une forte amplitude thermique annuelle (4 à 20 °C), un air sec en toutes saisons, orageux en été, des vents forts (mistral), une pluviométrie élevée en automne (250 à 300 mm).
Pour la période 1971-2000, la température annuelle moyenne est de 12,7 °C, avec une amplitude thermique annuelle de 18,1 °C. Le cumul annuel moyen de précipitations est de 876 mm, avec 7,4 jours de précipitations en janvier et 5,5 jours en juillet. Pour la période 1991-2020, la température moyenne annuelle observée sur la station météorologique de Météo-France la plus proche, « Saint-Barthélemy-V_sapc », sur la commune de Saint-Barthélemy-de-Vals à 5 km à vol d'oiseau, est de 12,7 °C et le cumul annuel moyen de précipitations est de 860,4 mm,. Pour l'avenir, les paramètres climatiques de la commune estimés pour 2050 selon différents scénarios d'émission de gaz à effet de serre sont consultables sur un site dédié publié par Météo-France en novembre 2022.

### Hydrographie
Le territoire communal borde le Rhône sur sa rive droite.

### Voies de communication
Ozon est traversée par l'ancienne route nationale 86, aujourd'hui reclassée en route départementale (RD86), laquelle traverse l'Ardèche du nord au sud dans la vallée du Rhône afin de relier Lyon à Nimes.

## Urbanisme

### Typologie
Au 1er janvier 2024, Ozon est catégorisée commune rurale à habitat dispersé, selon la nouvelle grille communale de densité à 7 niveaux définie par l'Insee en 2022.
Elle est située hors unité urbaine. Par ailleurs la commune fait partie de l'aire d'attraction de Saint-Vallier, dont elle est une commune de la couronne,. Cette aire, qui regroupe 9 communes, est catégorisée dans les aires de moins de 50 000 habitants,.

### Occupation des sols
L'occupation des sols de la commune, telle qu'elle ressort de la base de données européenne d’occupation biophysique des sols Corine Land Cover (CLC), est marquée par l'importance des territoires agricoles (55,2 % en 2018), une proportion identique à celle de 1990 (55,2 %). La répartition détaillée en 2018 est la suivante : 
zones agricoles hétérogènes (50,6 %), forêts (34,3 %), eaux continentales (8,1 %), cultures permanentes (4,6 %), milieux à végétation arbustive et/ou herbacée (2,5 %).
L'évolution de l’occupation des sols de la commune et de ses infrastructures peut être observée sur les différentes représentations cartographiques du territoire : la carte de Cassini (XVIIIe siècle), la carte d'état-major (1820-1866) et les cartes ou photos aériennes de l'IGN pour la période actuelle (1950 à aujourd'hui).

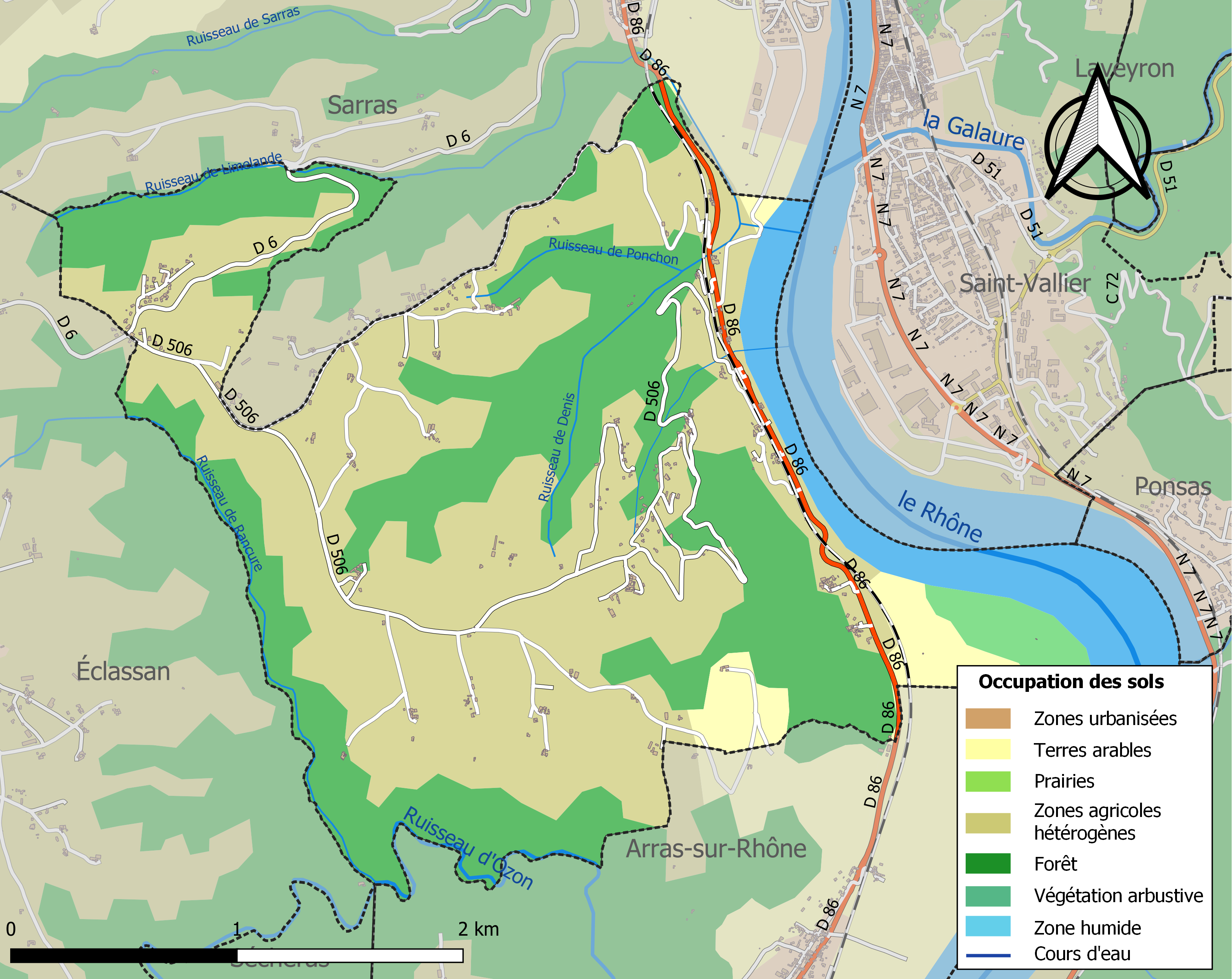
Carte des infrastructures et de l'occupation des sols de la commune en 2018 (CLC).

### Risque naturel et technologiques

#### Risques sismiques
L'ensemble du territoire de la commune d'Ozon est situé en zone de sismicité no 3, dite « modérée » (sur une échelle de 1 à 5), comme la plupart des communes situées dans la vallée du Rhône, mais non loin de la limite orientale de la zone no 2, dite « faible » qui correspond au plateau ardéchois.
| Type de zone | Niveau            | Définitions (bâtiment à risque normal) |
| ------------ | ----------------- | -------------------------------------- |
| Zone 3       | Sismicité modérée | accélération = 1,1 m/s2                |

## Toponymie
Le nom de la commune semble dériver d’un hydronyme du type *Aliso. Il serait formé sur un thème préceltique *alis-, qui aurait le sens d’un « cours d’eau issu d’une source puissante », est serait associé à un suffixe gaulois –ona Plus vraisemblablement, l’étymon *alis-, que l'on retrouve dans de nombreux hydronymes et dans l’espagnol aliso et le basque altz,  en aurait le même sens, « aulne », ainsi que celui de « marécage ». Il est donc probablement d’origine aquitano-ibérique et associé ici à un suffixe latin –o.

## Politique et administration

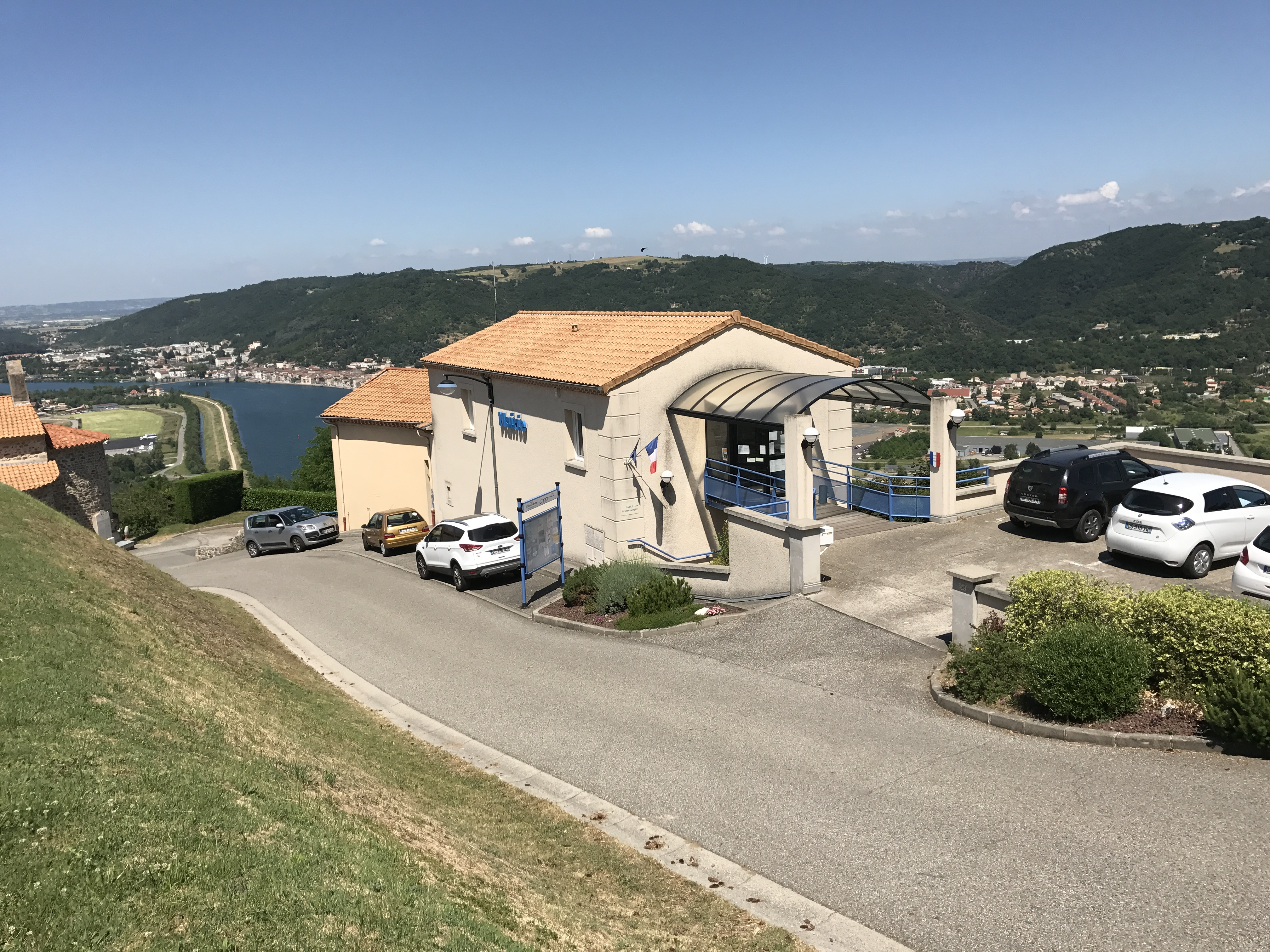
Mairie d'Ozon

### Liste des maires
| Période                                  | Période                   | Identité         | Étiquette | Qualité  |
| ---------------------------------------- | ------------------------- | ---------------- | --------- | -------- |
| Les données manquantes sont à compléter. |                           |                  |           |          |
| mars 2001                                | mars 2008                 | Gérard Betton    |           |          |
| mars 2008                                | 2014                      | Aurélie Sassolas |           |          |
| 2014                                     | En cours (au 6 août 2020) | Maurice Sargier, | SE        | Retraité |

## Population et société

### Démographie
L'évolution du nombre d'habitants est connue à travers les recensements de la population effectués dans la commune depuis 1793. Pour les communes de moins de 10 000 habitants, une enquête de recensement portant sur toute la population est réalisée tous les cinq ans, les populations de référence des années intermédiaires étant quant à elles estimées par interpolation ou extrapolation. Pour la commune, le premier recensement exhaustif entrant dans le cadre du nouveau dispositif a été réalisé en 2004.

En 2022, la commune comptait 386 habitants, en évolution de −4,93 % par rapport à 2016 (Ardèche : +2,48 %, France hors Mayotte : +2,11 %).
| 1793 | 1800 | 1806 | 1821 | 1831 | 1836 | 1841 | 1846 | 1851 |
| ---- | ---- | ---- | ---- | ---- | ---- | ---- | ---- | ---- |
| 360  | 347  | 342  | 407  | 444  | 406  | 435  | 439  | 477  |

| 1856 | 1861 | 1866 | 1872 | 1876 | 1881 | 1886 | 1891 | 1896 |
| ---- | ---- | ---- | ---- | ---- | ---- | ---- | ---- | ---- |
| 492  | 527  | 502  | 503  | 622  | 490  | 512  | 510  | 439  |

| 1901 | 1906 | 1911 | 1921 | 1926 | 1931 | 1936 | 1946 | 1954 |
| ---- | ---- | ---- | ---- | ---- | ---- | ---- | ---- | ---- |
| 403  | 403  | 396  | 352  | 352  | 314  | 305  | 290  | 283  |

| 1962 | 1968 | 1975 | 1982 | 1990 | 1999 | 2004 | 2006 | 2009 |
| ---- | ---- | ---- | ---- | ---- | ---- | ---- | ---- | ---- |
| 260  | 216  | 204  | 244  | 275  | 314  | 337  | 334  | 355  |

| 2014 | 2019 | 2022 | - | - | - | - | - | - |
| ---- | ---- | ---- | - | - | - | - | - | - |
| 398  | 381  | 386  | - | - | - | - | - | - |

### Enseignement
La commune est rattachée à l'académie de Grenoble.

### Médias
Deux journaux sont distribués dans les réseaux de presse desservant la commune :
- L'Hebdo de l'Ardèche est un journal hebdomadaire français basé à Valence. Il couvre l'actualité de tout le département de l'Ardèche.
- Le Dauphiné libéré est un journal quotidien de la presse écrite française régionale distribué dans la plupart des départements de l'ancienne région Rhône-Alpes, notamment l'Ardèche. La commune est située dans la zone d'édition d'Annonay.

### Cultes
L'église (propriété de la commune) et la communauté catholique d'Ozon dépendent de la paroisse Saint-Luc-des-coteaux-et-de-Tournon, laquelle est rattachée au diocèse de Viviers.

## Culture et patrimoine

### Lieux et monuments

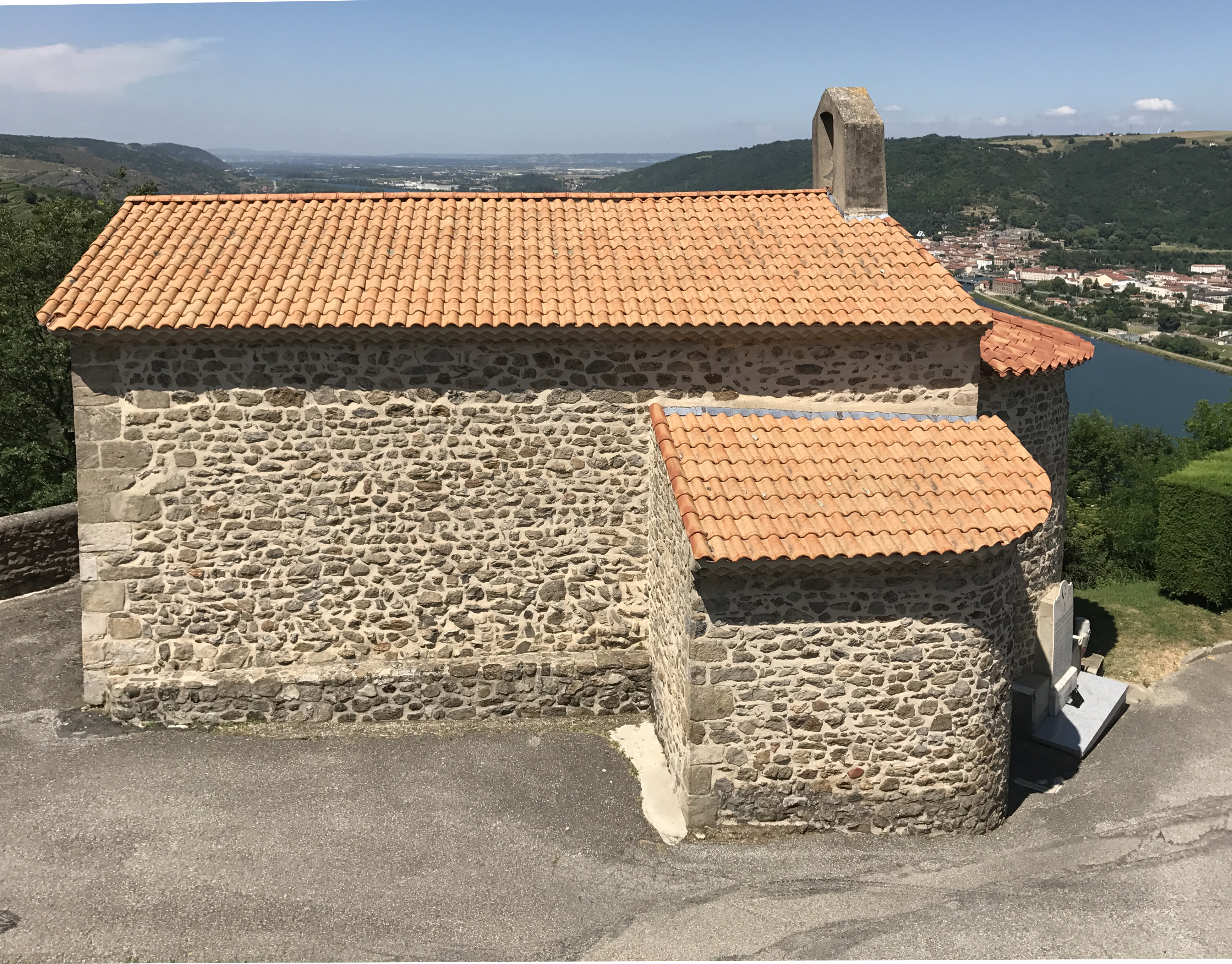
Vue de la chapelle.

- Chapelle Saint-Jean-Saint-Paul d'Ozon, romane du XIe siècle.

### Héraldique
|  | Ozon (Ardèche) possède des armoiries dont l'origine et le blasonnement exact ne sont pas disponibles. |